# Aneflomorpha delongi
Aneflomorpha delongi là một loài bọ cánh cứng trong họ Cerambycidae. Loài này được Champlain và Knull miêu tả khoa học lần đầu tiên năm 1922.